# Stefano Coletti
Stefano Coletti (ur. 4 kwietnia 1989 w Monako) – monakijski kierowca wyścigowy.

## Życiorys

### Formuła BMW
Stefano karierę rozpoczął w roku 2000, od startów w kartingu. W 2005 roku przeszedł do wyścigów samochodów jednomiejscowych, debiutując w Niemieckiej Formule BMW. W pierwszym roku startów został sklasyfikowany na 18. miejscu. W drugim czterokrotnie stanął na podium (w tym raz zwyciężył), ostatecznie kończąc zmagania na 7. pozycji. W sezonie 2006 wziął udział również w czterech wyścigach amerykańskiego cyklu. W czołowej ekipie Eurointernational spisał się znakomicie, wygrywając w trzech wyścigach. Zdobyte punkty pozwoliły Colettiemu zająć w klasyfikacji 5. lokatę.

### Formuła Renault
W roku 2006 wystąpił w sześciu wyścigach Europejskiej Formuły Renault, jednakże w żadnym z nich nie zdobył punktów. W kolejnym sezonie podpisał kontrakt z hiszpańską stajnią Epsilon Euskadi, na starty zarówno w europejskiej, jak i włoskiej edycji. Uzyskane punkty sklasyfikowały Monakijczyka odpowiednio na 5. i 10. pozycji, w ogólnej punktacji.

### Formuła 3

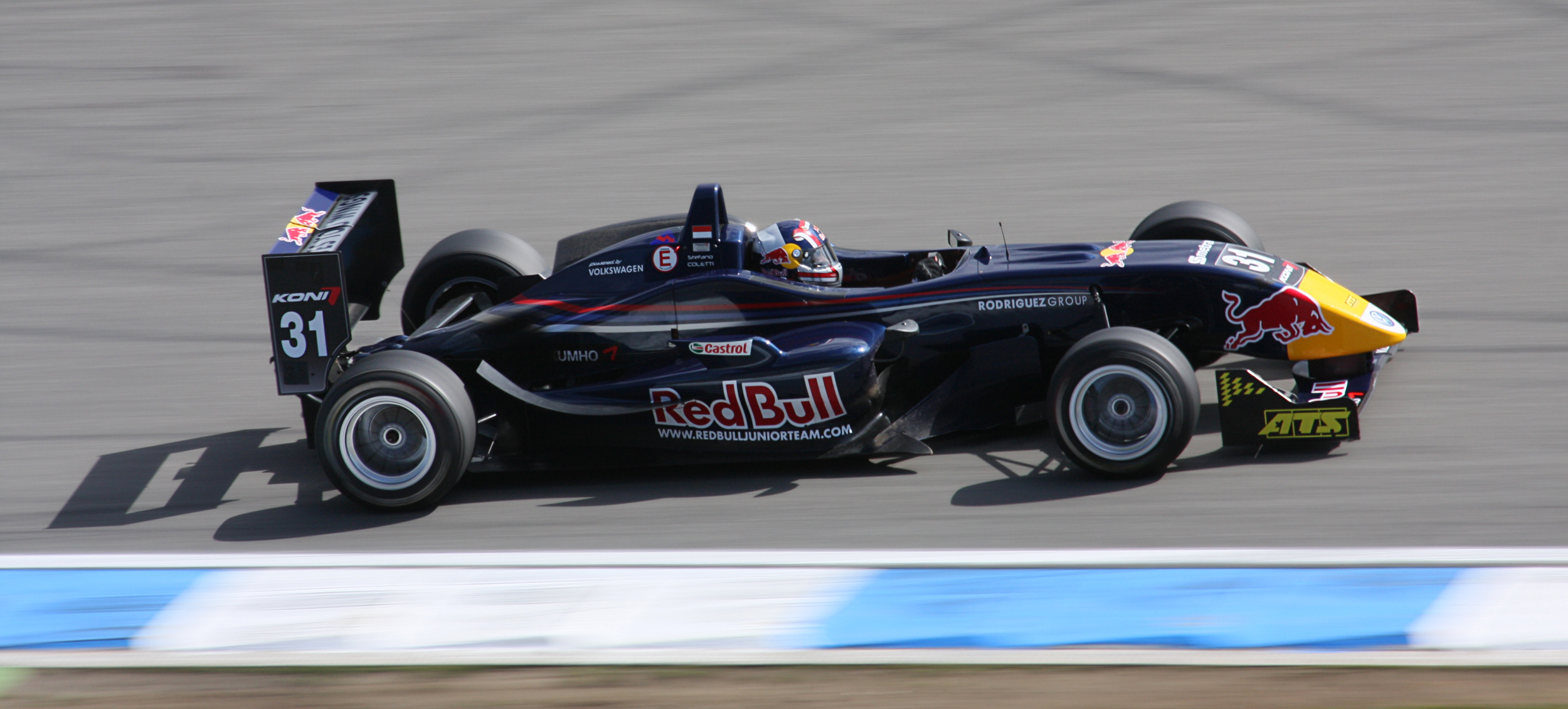
Stefano Coletti podczas wyścigu, na torze Hockenheim, w Formule 3 Euroseries, w 2008 roku.

W sezonie 2008 Stefano zawarł umowę z francuskim zespołem Signature-Plus, na udział w Formule 3 Euroseries. Po dwóch nieudanych dla niego rundach, zerwał kontrakt z ekipą. Po nieobecności na ulicznym torze w Pau, od kolejnego wyścigowego weekendu reprezentant Monako nawiązał współpracę z włoską stajnią Prema Powerteam, w której ścigał się przez resztę sezonu. W ciągu czternastu wyścigów, Coletti trzykrotnie dojechał na punktowanej pozycji, ostatecznie kończąc rywalizację na 20. miejscu.
Współpracę z włoskim zespołem rozpoczął świetnie, od zwycięstwa w pierwszym wyścigu sezonu 2009. W drugim dojechał na solidnym piątym miejscu. Pomimo dobrego startu, dalsza rywalizacja nie układała się po myśli Colettiego, który po punkty sięgnął jeszcze tylko dwukrotnie, na niemieckim obiekcie Oschersleben (zajął wówczas siódmą i drugą pozycję). W trzeciej rundzie (na Norisringu) doszło do kontrowersyjnego zdarzenia, w którym to Monakijczyk uderzył Francuza Jules'a Bianchiego, posądzając go o zbyt agresywną jazdę (obaj byli na podium). W efekcie Coletti został zdyskwalifikowany z klasyfikacji pierwszego wyścigu, natomiast do drugiego nie został dopuszczony. Toteż wpłynęło na ogólną zdobycz punktową, która w wyniku tego zdarzenia, została zmniejszona. Ostatecznie zmagania zakończył na 10. lokacie. Na koniec juniorskiego sezonu, reprezentant Monako (również we włoskim zespole) wystartował w prestiżowym wyścigu o Grand Prix Makau. Rywalizacji jednak nie ukończył.

### Formuła Renault 3.5
W 2009 roku Stefano zaliczył jedną rundę, w Formule Renault 3.5, we włoskiej ekipie Prema Powerteam. Na ulicznym torze Monte Carlo, zmagania ukończył na dziesiątym miejscu. Dorobek jednego punktu pozwolił Colettiemu zająć 28. pozycję w klasyfikacji generalnej.
W kolejnym sezonie wystąpił we wszystkich rundach, w brytyjskiej stajni Comtec Racing. W ciągu
czternastu wyścigów, pięciokrotnie stanął na podium, ostatecznie zajmując 6. lokatę.

### Auto GP
W sezonie 2010 Stefano wystartował w jednej rundzie nowo powstałej serii Auto GP, rozegranej na włoskim torze Imola. W pierwszym wyścigu zajął siódme miejsce, natomiast drugiego nie ukończył. Zdobyte punkty pozwoliły mu zająć w generalnej klasyfikacji 20. pozycję.

### Seria GP3
W 2010 roku Coletti zadebiutował w nowo utworzonej serii GP3. Reprezentując francuski zespół Tech 1 Racing, wystąpił w ośmiu rundach (nie wystartował tylko w inaugurującej sezon eliminacji, na torze Circuit de Catalunya). Punktując pięciokrotnie (w tym dwukrotnie zajął trzecie miejsce, w Niemczech oraz na Węgrzech), zmagania ukończył na 9. lokacie.

### Seria GP2
Za sprawą odpowiednio wysokiego budżetu, w roku 2009 Coletti zadebiutował w bezpośrednim przedsionku Formuły 1 – serii GP2 – zastępując w zespole Durango Włocha Davide Valsecchi. W pierwszej rundzie, na torze Valencia Street Circuit, dwukrotnie nie dojechał do mety. W kolejnej eliminacji, na belgijskim obiekcie Spa-Francorchamps, zajął dwunastą lokatę w pierwszym wyścigu. W drugim uległ wypadkowi, w wyniku którego odniósł niegroźną kontuzję kręgosłupa. Monakijczyk miał wystartować jeszcze w dwóch ostatnich eliminacjach, rozegranych na obiekcie Monza i Portimão, jednakże w wyniku problemów finansowych, włoska stajnia była zmuszona przedwcześnie zakończyć sezon i ostatecznie wycofać się z serialu.
Na sezon 2011 Coletti podpisał kontrakt z włoską ekipą Trident Racing. W niedofinansowym zespole Coletti zaprezentował mocne osiągi, zarówno w azjatyckim, jak i europejskim cyklu. W ciągu czterech wyścigów zimowego serialu, Monakijczyk trzykrotnie dojechał w czołowej ósemce, zwyciężając przy tym w drugim starcie w Abu Zabi (w ogólnej punktacji znalazł się na wysokim 4. miejscu). W głównej edycji sięgnął po punkty w pięciu wyścigach. W tureckim oraz węgierskim sprincie Monakijczyk stanął na najwyższym stopniu podium. Podczas sobotnich zmagań w Belgii Stefano ponownie na skutek wypadku doznał kontuzji. Uraz kręgosłupa wykluczył go z rywalizacji jutrzejszego wyścigu oraz rundy na torze Monza, gdzie zastąpił go rodak Stéphane Richelmi. W klasyfikacji końcowej uplasował się na 11. lokacie.
W 2012 roku był nieco gorzej – zajął 13 miejsce w klasyfikacji generalnej. Jednak sezon później miał nastąpić przełom w jego startach w GP2. I tak właśnie był w pierwszej połowie sezonu, kiedy to Monakijczyk dominował w serii. Zwyciężył wówczas w trzech wyścigach i sześciokrotnie stawał na podium. Od rundy na Hungaroringu jego wyniki były już znacznie gorsze – w żadnym z dziesięciu wyścigów nie zdobywał punktów. W związku z tym wyprzedziło go czterech innych kierowców. Ostatecznie dorobek 135 punktów dał mu piąte miejsce w klasyfikacji generalnej.
W sezonie 2014 zmienił pracodawcę na hiszpańską ekipę Racing Engineering. Wystartował łącznie w 22 wyścigach, spośród których w dwóch odnosił zwycięstwa. Był najlepszy w sprintach w Niemczech i w Abu Zabi. Poza wymienionymi zwycięstwami, jeszcze trzykrotnie stawał na podium. Uzbierał łącznie 136 punktów, które zapewniły mu szóste miejsce w końcowej klasyfikacji kierowców.

## Wyniki

### GP2
| Legenda oznaczeń w tabelach wyników Wyświetl szablon na nowej stronie | Legenda oznaczeń w tabelach wyników Wyświetl szablon na nowej stronie                                                                     |
| Oznaczenie                                                            | Wyjaśnienie |
| --------------------------------------------------------------------- | --- |
| Złoty                                                                 | Zwycięzca lub mistrzostwo |
| Srebrny                                                               | 2. miejsce lub wicemistrzostwo |
| Brązowy                                                               | 3. miejsce lub II wicemistrzostwo |
| Zielony                                                               | Ukończył, punktował (w klasyfikacji generalnej, gdy zdobył co najmniej jeden punkt na przestrzeni sezonu, poza trzema powyższymi opcjami) |
| Niebieski                                                             | Ukończył, nie punktował (w klasyfikacji generalnej, gdy nie zdobył co najmniej jednego punktu na przestrzeni sezonu)                      |
| Czerwony                                                              | Nie zakwalifikował się (NZ) |
| Czerwony                                                              | Nie prekwalifikował się (NPK) |
| Różowy                                                                | Nie ukończył (NU) |
| Różowy                                                                | Niesklasyfikowany (NS) (w klasyfikacji generalnej, gdy nie został sklasyfikowany w żadnym wyścigu sezonu)                                 |
| Czarny                                                                | Zdyskwalifikowany (DK) |
| Czarny                                                                | Wykluczony (WYK/EX) |
| Biały                                                                 | Nie wystartował (NW) |
| Biały                                                                 | Kontuzjowany (K/INJ) |
| Biały                                                                 | Wyścig odwołany (OD/C) |
| Bez koloru                                                            | Został wycofany (WYC/WD) |
| Bez koloru                                                            | Nie przybył (NP/DNA) |
| Bez koloru                                                            | Nie brał udziału w treningach (NT/DNP) |
| Bez koloru                                                            | Nie został zgłoszony (–) |
| Pogrubienie                                                           | Start z pole position |
| Kursywa                                                               | Najszybsze okrążenie wyścigu |
| †                                                                     | Nie ukończył, ale jego rezultat został zaliczony ze względu na przejechanie więcej niż 90% dystansu wyścigu.                              |
| *                                                                     | Sezon w trakcie |
| 1/2/3                                                                 | Punktowana pozycja w sprincie kwalifikacyjnym                                                                                             |
| Lista systemów punktacji Formuły 1                                    | |

| Rok  | Zespół             | Wyniki w poszczególnych eliminacjach | Wyniki w poszczególnych eliminacjach | Wyniki w poszczególnych eliminacjach | Wyniki w poszczególnych eliminacjach | Wyniki w poszczególnych eliminacjach | Wyniki w poszczególnych eliminacjach | Wyniki w poszczególnych eliminacjach | Wyniki w poszczególnych eliminacjach | Wyniki w poszczególnych eliminacjach | Wyniki w poszczególnych eliminacjach | Wyniki w poszczególnych eliminacjach | Wyniki w poszczególnych eliminacjach | Wyniki w poszczególnych eliminacjach | Wyniki w poszczególnych eliminacjach | Wyniki w poszczególnych eliminacjach | Wyniki w poszczególnych eliminacjach | Wyniki w poszczególnych eliminacjach | Wyniki w poszczególnych eliminacjach | Wyniki w poszczególnych eliminacjach | Wyniki w poszczególnych eliminacjach | Wyniki w poszczególnych eliminacjach | Wyniki w poszczególnych eliminacjach | Wyniki w poszczególnych eliminacjach | Wyniki w poszczególnych eliminacjach | Punkty | Pozycja |
| ---- | ------------------ | ------------------------------------ | ------------------------------------ | ------------------------------------ | ------------------------------------ | ------------------------------------ | ------------------------------------ | ------------------------------------ | ------------------------------------ | ------------------------------------ | ------------------------------------ | ------------------------------------ | ------------------------------------ | ------------------------------------ | ------------------------------------ | ------------------------------------ | ------------------------------------ | ------------------------------------ | ------------------------------------ | ------------------------------------ | ------------------------------------ | ------------------------------------ | ------------------------------------ | ------------------------------------ | ------------------------------------ | ------ | ------- |
| 2009 | Durango            | ESP                                  | ESP                                  | MON                                  | MON                                  | TUR                                  | TUR                                  | GBR                                  | GBR                                  | DEU                                  | DEU                                  | HUN                                  | HUN                                  | VAL                                  | VAL                                  | BEL                                  | BEL                                  | ITA                                  | ITA                                  | POR                                  | POR                                  |                                      |                                      |                                      |                                      | 0      | 25      |
| 2009 | Durango            | –                                    | –                                    | –                                    | –                                    | –                                    | –                                    | –                                    | –                                    | –                                    | –                                    | –                                    | –                                    | NU                                   | NU                                   | 12†                                  | NW                                   | –                                    | –                                    | –                                    | –                                    |                                      |                                      |                                      |                                      | 0      | 25      |
| 2011 | Trident Racing     | TUR                                  | TUR                                  | ESP                                  | ESP                                  | MON                                  | MON                                  | VAL                                  | VAL                                  | GBR                                  | GBR                                  | DEU                                  | DEU                                  | HUN                                  | HUN                                  | BEL                                  | BEL                                  | ITA                                  | ITA                                  |                                      |                                      |                                      |                                      |                                      |                                      | 22     | 11      |
| 2011 | Trident Racing     | 5                                    | 1                                    | 10                                   | 20†                                  | 5                                    | NU                                   | 17                                   | 19†                                  | 7                                    | 22                                   | NU                                   | NU                                   | 21                                   | 1                                    | NU                                   | NW                                   | –                                    | –                                    |                                      |                                      |                                      |                                      |                                      |                                      | 22     | 11      |
| 2012 |                    | MAL                                  | MAL                                  | BHR                                  | BHR                                  | BHR                                  | BHR                                  | ESP                                  | ESP                                  | MON                                  | MON                                  | VAL                                  | VAL                                  | GBR                                  | GBR                                  | DEU                                  | DEU                                  | HUN                                  | HUN                                  | BEL                                  | BEL                                  | ITA                                  | ITA                                  | SIN                                  | SIN                                  | 50     | 13      |
| 2012 | Scuderia Coloni    | 5                                    | 23†                                  | NU                                   | 23†                                  | 21†                                  | 18                                   | 3                                    | 8                                    | 10                                   | NU                                   | 9                                    | NU                                   | NU                                   | NU                                   | 20                                   | 19                                   | 10                                   | 9                                    | 20†                                  | 8                                    | –                                    | –                                    | –                                    | –                                    | 50     | 13      |
| 2012 | Rapax              | –                                    | –                                    | –                                    | –                                    | –                                    | –                                    | –                                    | –                                    | –                                    | –                                    | –                                    | –                                    | –                                    | –                                    | –                                    | –                                    | –                                    | –                                    | –                                    | –                                    | 8                                    | 4                                    | 13                                   | 8                                    | 50     | 13      |
| 2013 | Rapax              | MAL                                  | MAL                                  | BHR                                  | BHR                                  | ESP                                  | ESP                                  | MON                                  | MON                                  | GBR                                  | GBR                                  | DEU                                  | DEU                                  | HUN                                  | HUN                                  | BEL                                  | BEL                                  | ITA                                  | ITA                                  | SIN                                  | SIN                                  | ARE                                  | ARE                                  |                                      |                                      | 135    | 5       |
| 2013 | Rapax              | 3                                    | 1                                    | 2                                    | 3                                    | 4                                    | 1                                    | 6                                    | 1                                    | 21                                   | 10                                   | 3                                    | 19                                   | 16                                   | 20                                   | 13                                   | 23                                   | NU                                   | 13                                   | 12                                   | 24                                   | 20                                   | 9                                    |                                      |                                      | 135    | 5       |
| 2014 | Racing Engineering | BHR                                  | BHR                                  | ESP                                  | ESP                                  | MON                                  | MON                                  | AUT                                  | AUT                                  | GBR                                  | GBR                                  | DEU                                  | DEU                                  | HUN                                  | HUN                                  | BEL                                  | BEL                                  | ITA                                  | ITA                                  | RUS                                  | RUS                                  | ARE                                  | ARE                                  |                                      |                                      | 136    | 6       |
| 2014 | Racing Engineering | 4                                    | 23                                   | 16                                   | 8                                    | NU                                   | 9                                    | 4                                    | 2                                    | 4                                    | 2                                    | 4                                    | 1                                    | 18                                   | NU                                   | NU                                   | 7                                    | 9                                    | 2                                    | NU                                   | 8                                    | 7                                    | 1                                    |                                      |                                      | 136    | 6       |

### Azjatycka Seria GP2
| Legenda oznaczeń w tabelach wyników Wyświetl szablon na nowej stronie | Legenda oznaczeń w tabelach wyników Wyświetl szablon na nowej stronie                                                                     |
| Oznaczenie                                                            | Wyjaśnienie |
| --------------------------------------------------------------------- | --- |
| Złoty                                                                 | Zwycięzca lub mistrzostwo |
| Srebrny                                                               | 2. miejsce lub wicemistrzostwo |
| Brązowy                                                               | 3. miejsce lub II wicemistrzostwo |
| Zielony                                                               | Ukończył, punktował (w klasyfikacji generalnej, gdy zdobył co najmniej jeden punkt na przestrzeni sezonu, poza trzema powyższymi opcjami) |
| Niebieski                                                             | Ukończył, nie punktował (w klasyfikacji generalnej, gdy nie zdobył co najmniej jednego punktu na przestrzeni sezonu)                      |
| Czerwony                                                              | Nie zakwalifikował się (NZ) |
| Czerwony                                                              | Nie prekwalifikował się (NPK) |
| Różowy                                                                | Nie ukończył (NU) |
| Różowy                                                                | Niesklasyfikowany (NS) (w klasyfikacji generalnej, gdy nie został sklasyfikowany w żadnym wyścigu sezonu)                                 |
| Czarny                                                                | Zdyskwalifikowany (DK) |
| Czarny                                                                | Wykluczony (WYK/EX) |
| Biały                                                                 | Nie wystartował (NW) |
| Biały                                                                 | Kontuzjowany (K/INJ) |
| Biały                                                                 | Wyścig odwołany (OD/C) |
| Bez koloru                                                            | Został wycofany (WYC/WD) |
| Bez koloru                                                            | Nie przybył (NP/DNA) |
| Bez koloru                                                            | Nie brał udziału w treningach (NT/DNP) |
| Bez koloru                                                            | Nie został zgłoszony (–) |
| Pogrubienie                                                           | Start z pole position |
| Kursywa                                                               | Najszybsze okrążenie wyścigu |
| †                                                                     | Nie ukończył, ale jego rezultat został zaliczony ze względu na przejechanie więcej niż 90% dystansu wyścigu.                              |
| *                                                                     | Sezon w trakcie |
| 1/2/3                                                                 | Punktowana pozycja w sprincie kwalifikacyjnym                                                                                             |
| Lista systemów punktacji Formuły 1                                    | |

| Rok  | Zespół         | Wyniki w eliminacjach | Wyniki w eliminacjach | Wyniki w eliminacjach | Wyniki w eliminacjach | Punkty | Pozycja |
| ---- | -------------- | --------------------- | --------------------- | --------------------- | --------------------- | ------ | ------- |
| 2011 | Trident Racing | ARE                   | ARE                   | ITA                   | ITA                   | 11     | 4       |
| 2011 | Trident Racing | 8                     | 1                     | 5                     | NU                    | 11     | 4       |

### GP3
| Legenda oznaczeń w tabelach wyników Wyświetl szablon na nowej stronie | Legenda oznaczeń w tabelach wyników Wyświetl szablon na nowej stronie                                                                     |
| Oznaczenie                                                            | Wyjaśnienie |
| --------------------------------------------------------------------- | --- |
| Złoty                                                                 | Zwycięzca lub mistrzostwo |
| Srebrny                                                               | 2. miejsce lub wicemistrzostwo |
| Brązowy                                                               | 3. miejsce lub II wicemistrzostwo |
| Zielony                                                               | Ukończył, punktował (w klasyfikacji generalnej, gdy zdobył co najmniej jeden punkt na przestrzeni sezonu, poza trzema powyższymi opcjami) |
| Niebieski                                                             | Ukończył, nie punktował (w klasyfikacji generalnej, gdy nie zdobył co najmniej jednego punktu na przestrzeni sezonu)                      |
| Czerwony                                                              | Nie zakwalifikował się (NZ) |
| Czerwony                                                              | Nie prekwalifikował się (NPK) |
| Różowy                                                                | Nie ukończył (NU) |
| Różowy                                                                | Niesklasyfikowany (NS) (w klasyfikacji generalnej, gdy nie został sklasyfikowany w żadnym wyścigu sezonu)                                 |
| Czarny                                                                | Zdyskwalifikowany (DK) |
| Czarny                                                                | Wykluczony (WYK/EX) |
| Biały                                                                 | Nie wystartował (NW) |
| Biały                                                                 | Kontuzjowany (K/INJ) |
| Biały                                                                 | Wyścig odwołany (OD/C) |
| Bez koloru                                                            | Został wycofany (WYC/WD) |
| Bez koloru                                                            | Nie przybył (NP/DNA) |
| Bez koloru                                                            | Nie brał udziału w treningach (NT/DNP) |
| Bez koloru                                                            | Nie został zgłoszony (–) |
| Pogrubienie                                                           | Start z pole position |
| Kursywa                                                               | Najszybsze okrążenie wyścigu |
| †                                                                     | Nie ukończył, ale jego rezultat został zaliczony ze względu na przejechanie więcej niż 90% dystansu wyścigu.                              |
| *                                                                     | Sezon w trakcie |
| 1/2/3                                                                 | Punktowana pozycja w sprincie kwalifikacyjnym                                                                                             |
| Lista systemów punktacji Formuły 1                                    | |

| Rok  | Zespół        | Wyniki w poszczególnych eliminacjach | Wyniki w poszczególnych eliminacjach | Wyniki w poszczególnych eliminacjach | Wyniki w poszczególnych eliminacjach | Wyniki w poszczególnych eliminacjach | Wyniki w poszczególnych eliminacjach | Wyniki w poszczególnych eliminacjach | Wyniki w poszczególnych eliminacjach | Wyniki w poszczególnych eliminacjach | Wyniki w poszczególnych eliminacjach | Wyniki w poszczególnych eliminacjach | Wyniki w poszczególnych eliminacjach | Wyniki w poszczególnych eliminacjach | Wyniki w poszczególnych eliminacjach | Wyniki w poszczególnych eliminacjach | Wyniki w poszczególnych eliminacjach | Punkty | Pozycja |
| ---- | ------------- | ------------------------------------ | ------------------------------------ | ------------------------------------ | ------------------------------------ | ------------------------------------ | ------------------------------------ | ------------------------------------ | ------------------------------------ | ------------------------------------ | ------------------------------------ | ------------------------------------ | ------------------------------------ | ------------------------------------ | ------------------------------------ | ------------------------------------ | ------------------------------------ | ------ | ------- |
| 2010 | Tech 1 Racing | ESP                                  | ESP                                  | TUR                                  | TUR                                  | VAL                                  | VAL                                  | GBR                                  | GBR                                  | DEU                                  | DEU                                  | HUN                                  | HUN                                  | BEL                                  | BEL                                  | ITA                                  | ITA                                  | 18     | 9       |
| 2010 | Tech 1 Racing | –                                    | –                                    | 24†                                  | 14                                   | 10                                   | 6                                    | 10                                   | NU                                   | 5                                    | 3                                    | 3                                    | 4                                    | NU                                   | 24                                   | 16                                   | 20                                   | 18     | 9       |

### Formuła Renault 3.5
| Legenda oznaczeń w tabelach wyników Wyświetl szablon na nowej stronie | Legenda oznaczeń w tabelach wyników Wyświetl szablon na nowej stronie                                                                     |
| Oznaczenie                                                            | Wyjaśnienie |
| --------------------------------------------------------------------- | --- |
| Złoty                                                                 | Zwycięzca lub mistrzostwo |
| Srebrny                                                               | 2. miejsce lub wicemistrzostwo |
| Brązowy                                                               | 3. miejsce lub II wicemistrzostwo |
| Zielony                                                               | Ukończył, punktował (w klasyfikacji generalnej, gdy zdobył co najmniej jeden punkt na przestrzeni sezonu, poza trzema powyższymi opcjami) |
| Niebieski                                                             | Ukończył, nie punktował (w klasyfikacji generalnej, gdy nie zdobył co najmniej jednego punktu na przestrzeni sezonu)                      |
| Czerwony                                                              | Nie zakwalifikował się (NZ) |
| Czerwony                                                              | Nie prekwalifikował się (NPK) |
| Różowy                                                                | Nie ukończył (NU) |
| Różowy                                                                | Niesklasyfikowany (NS) (w klasyfikacji generalnej, gdy nie został sklasyfikowany w żadnym wyścigu sezonu)                                 |
| Czarny                                                                | Zdyskwalifikowany (DK) |
| Czarny                                                                | Wykluczony (WYK/EX) |
| Biały                                                                 | Nie wystartował (NW) |
| Biały                                                                 | Kontuzjowany (K/INJ) |
| Biały                                                                 | Wyścig odwołany (OD/C) |
| Bez koloru                                                            | Został wycofany (WYC/WD) |
| Bez koloru                                                            | Nie przybył (NP/DNA) |
| Bez koloru                                                            | Nie brał udziału w treningach (NT/DNP) |
| Bez koloru                                                            | Nie został zgłoszony (–) |
| Pogrubienie                                                           | Start z pole position |
| Kursywa                                                               | Najszybsze okrążenie wyścigu |
| †                                                                     | Nie ukończył, ale jego rezultat został zaliczony ze względu na przejechanie więcej niż 90% dystansu wyścigu.                              |
| *                                                                     | Sezon w trakcie |
| 1/2/3                                                                 | Punktowana pozycja w sprincie kwalifikacyjnym                                                                                             |
| Lista systemów punktacji Formuły 1                                    | |

| Rok  | Zespół          | Wyniki w poszczególnych eliminacjach | Wyniki w poszczególnych eliminacjach | Wyniki w poszczególnych eliminacjach | Wyniki w poszczególnych eliminacjach | Wyniki w poszczególnych eliminacjach | Wyniki w poszczególnych eliminacjach | Wyniki w poszczególnych eliminacjach | Wyniki w poszczególnych eliminacjach | Wyniki w poszczególnych eliminacjach | Wyniki w poszczególnych eliminacjach | Wyniki w poszczególnych eliminacjach | Wyniki w poszczególnych eliminacjach | Wyniki w poszczególnych eliminacjach | Wyniki w poszczególnych eliminacjach | Wyniki w poszczególnych eliminacjach | Wyniki w poszczególnych eliminacjach | Wyniki w poszczególnych eliminacjach | Punkty | Pozycja |
| ---- | --------------- | ------------------------------------ | ------------------------------------ | ------------------------------------ | ------------------------------------ | ------------------------------------ | ------------------------------------ | ------------------------------------ | ------------------------------------ | ------------------------------------ | ------------------------------------ | ------------------------------------ | ------------------------------------ | ------------------------------------ | ------------------------------------ | ------------------------------------ | ------------------------------------ | ------------------------------------ | ------ | ------- |
| 2009 | Prema Powerteam | CAT                                  | CAT                                  | BEL                                  | BEL                                  | MON                                  | HUN                                  | HUN                                  | GBR                                  | GBR                                  | FRA                                  | FRA                                  | PRT                                  | PRT                                  | DEU                                  | DEU                                  | ARA                                  | ARA                                  | 1      | 28      |
| 2009 | Prema Powerteam | –                                    | –                                    | –                                    | –                                    | 10                                   | –                                    | –                                    | –                                    | –                                    | –                                    | –                                    | –                                    | –                                    | –                                    | –                                    | –                                    | –                                    | 1      | 28      |
| 2010 | Comtec Racing   | ARA                                  | ARA                                  | BEL                                  | BEL                                  | MON                                  | CZE                                  | CZE                                  | FRA                                  | FRA                                  | HUN                                  | HUN                                  | DEU                                  | DEU                                  | GBR                                  | GBR                                  | CAT                                  | CAT                                  | 76     | 6       |
| 2010 | Comtec Racing   | NU                                   | 13                                   | 3                                    | 3                                    | 5                                    | 9                                    | 12                                   | 3                                    | 7                                    | NU                                   | 10                                   | 7                                    | 2                                    | 3                                    | 12                                   | 10                                   | 5                                    | 76     | 6       |

### Podsumowanie
| Sezon | Seria                      | Zespół                  | Wyścigi | Zwycięstwa | PP | NO | Podium | Punkty | Poz. koń. |
| ----- | -------------------------- | ----------------------- | ------- | ---------- | -- | -- | ------ | ------ | --------- |
| 2005  | Niemiecka Formuła BMW      | Eifelland Racing        | 20      | 0          | 0  | 0  | 0      | 13     | 18        |
| 2006  | Niemiecka Formuła BMW      | ADAC Berlin-Brandenburg | 16      | 1          | 0  | 2  | 4      | 103    | 7         |
| 2006  | Europejska Formuła Renault | Cram Competition        | 6       | 0          | 0  | 0  | 0      | 0      | NS        |
| 2006  | Europejska Formuła Renault | Motopark Academy        | 6       | 0          | 0  | 0  | 0      | 0      | NS        |
| 2006  | Amerykańska Formuła BMW    | EuroInternational       | 4       | 3          | 2  | 2  | 4      | 75     | 5         |
| 2007  | Europejska Formuła Renault | Epsilon Euskadi         | 14      | 1          | 1  | 0  | 3      | 71     | 4         |
| 2007  | Włoska Formuła Renault     | Epsilon Euskadi         | 14      | 2          | 1  | 0  | 3      | 164    | 10        |
| 2008  | Formuła 3 Euroseries       | Signature-Plus          | 18      | 0          | 0  | 0  | 0      | 6,5    | 20        |
| 2008  | Formuła 3 Euroseries       | Prema Powerteam         | 18      | 0          | 0  | 0  | 0      | 6,5    | 20        |
| 2009  | Formuła 3 Euroseries       | Prema Powerteam         | 17      | 1          | 0  | 2  | 2      | 19     | 10        |
| 2009  | Formuła Renault 3.5        | Prema Powerteam         | 1       | 0          | 0  | 0  | 0      | 1      | 28        |
| 2009  | Grand Prix Makau           | Prema Powerteam         | 1       | 0          | 0  | 0  | 0      | N/A    | NS        |
| 2009  | Seria GP2                  | Durango                 | 3       | 0          | 0  | 0  | 0      | 0      | 25        |
| 2010  | Formuła Renault 3.5        | Comtec Racing           | 17      | 0          | 0  | 0  | 5      | 76     | 6         |
| 2010  | Seria GP3                  | Tech 1 Racing           | 14      | 0          | 0  | 0  | 2      | 18     | 9         |
| 2010  | Auto GP                    | Charouz–Gravity Racing  | 2       | 0          | 0  | 0  | 0      | 2      | 19        |
| 2011  | Azjatycka Seria GP2        | Trident Racing          | 4       | 1          | 0  | 0  | 0      | 11     | 4         |
| 2011  | Seria GP2                  | Trident Racing          | 15      | 2          | 0  | 0  | 0      | 22     | 11        |
| 2012  | Seria GP2                  | Scuderia Coloni         | 24      | 0          | 0  | 2  | 3      | 50     | 13        |
| 2012  | Seria GP2                  | Rapax                   | 24      | 0          | 0  | 2  | 3      | 50     | 13        |
| 2013  | Seria GP2                  | Rapax                   | 22      | 3          | 1  | 4  | 7      | 135    | 5         |
| 2013  | Europejska Formuła 3       | ma-con                  | 2       | 0          | 0  | 0  | 0      | 0      | 36        |
| 2013  | Grand Prix Makau           | EuroInternational       | 1       | 0          | 0  | 0  | 0      | N/A    | NS        |
| 2014  | Seria GP2                  | Racing Engineering      | 22      | 2          | 0  | 4  | 5      | 136    | 6         |
| 2014  | Europejska Formuła 3       | EuroInternational       | 3       | 0          | 0  | 0  | 0      | 0      | NS        |
| 2014  | Grand Prix Makau           | EuroInternational       | 1       | 0          | 0  | 0  | 0      | N/A    | 6         |